# Thoosuchus
Il toosuco (gen. Thoosuchus) è un anfibio estinto, appartenente ai temnospondili. Visse nel Triassico inferiore (circa 249 - 247 milioni di anni fa) e i suoi resti fossili sono stati ritrovati in Russia. 

## Descrizione
Questo animale, rispetto ai suoi simili (i trematosauri) era di piccole dimensioni: il cranio era lungo circa 15 centimetri e la lunghezza dell'animale intero oltrepassava di poco i 60 centimetri. Il cranio era moderatamente allungato, con un muso piuttosto appuntito; erano presenti numerosi rilievi e solchi, in particolare sulle ossa parietali. Il sistema della linea laterale era notevolmente sviluppato, e nella parte posteriore del cranio era ben sviluppata l'incisura otica, lunga e stretta. Le orbite erano piuttosto grandi e ben spaziate fra loro. 

## Classificazione
I fossili di Thoosuchus vennero ritrovati in terreni del Triassico inferiore della Russia e descritti per la prima volta nel 1926 da Riabinin, che tuttavia li attribuì con qualche riserva a una nuova specie del genere Trematosuchus (T. yakovlevi). 

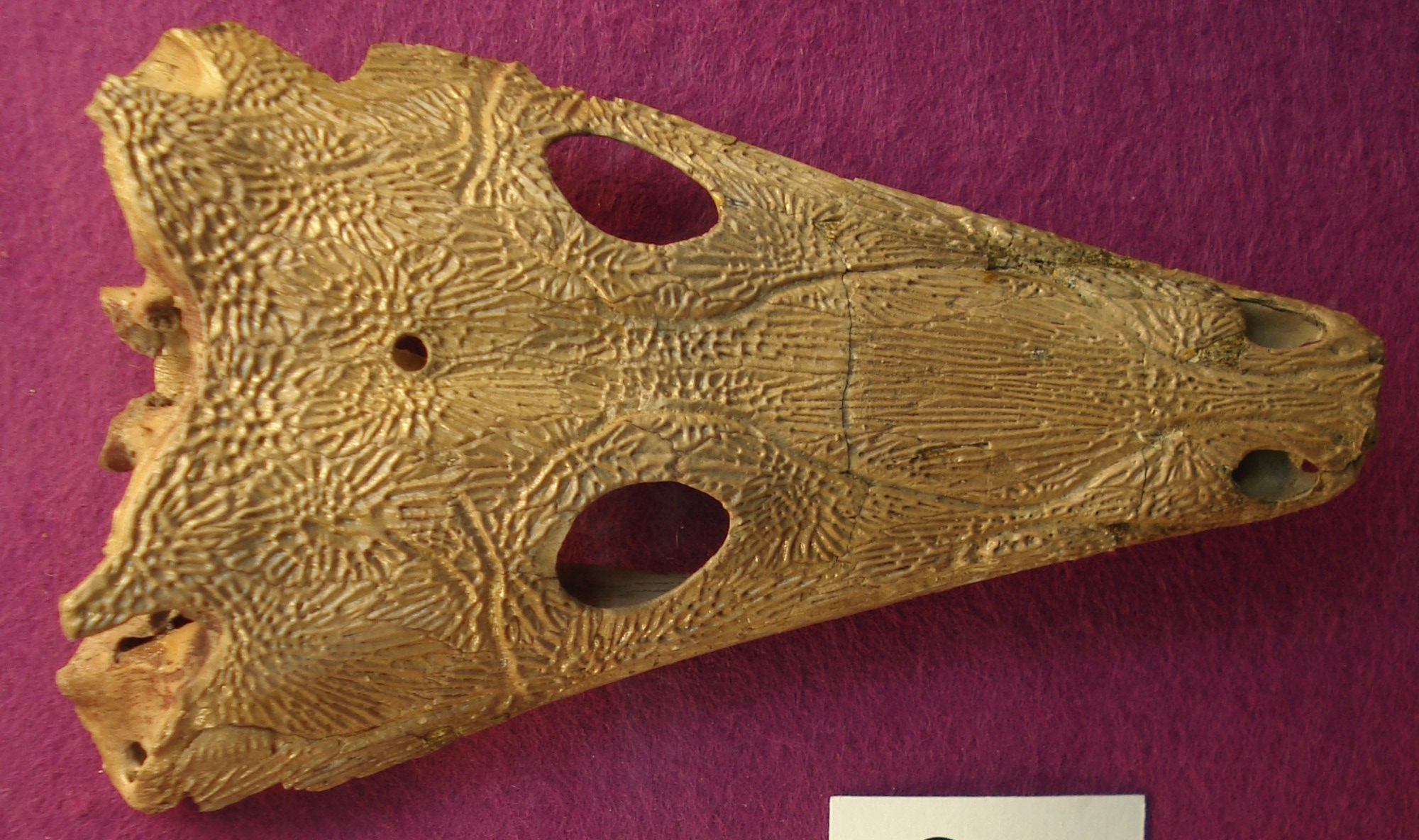
Cranio di Thoosuchus yakovlevi

Uno studio di Efremov (1940) su altri fossili russi portò all'istituzione di un nuovo genere e una nuova specie di anfibio, Thoosuchus acutirostris. Nel 1989 vennero attribuite altre due specie a questo genere (T. tardus, T. tuberculatus), e nel 2021 venne descritta la specie T. abbasovi.
Thoosuchus è considerato un rappresentante basale dei trematosauroidi, un gruppo di anfibi temnospondili dotati generalmente di crani allungati. Inizialmente Thoosuchus venne ascritto a una sottofamiglia a sé stante (Thoosuchinae) e classificato tra i bentosuchidi; gran parte dei generi attribuiti a questa famiglia erano in realtà rappresentanti basali dei trematosauridi. Thoosuchus, quindi, è considerato uno dei trematosauri più primitivi, nella famiglia dei Thoosuchidae.

## Paleoecologia

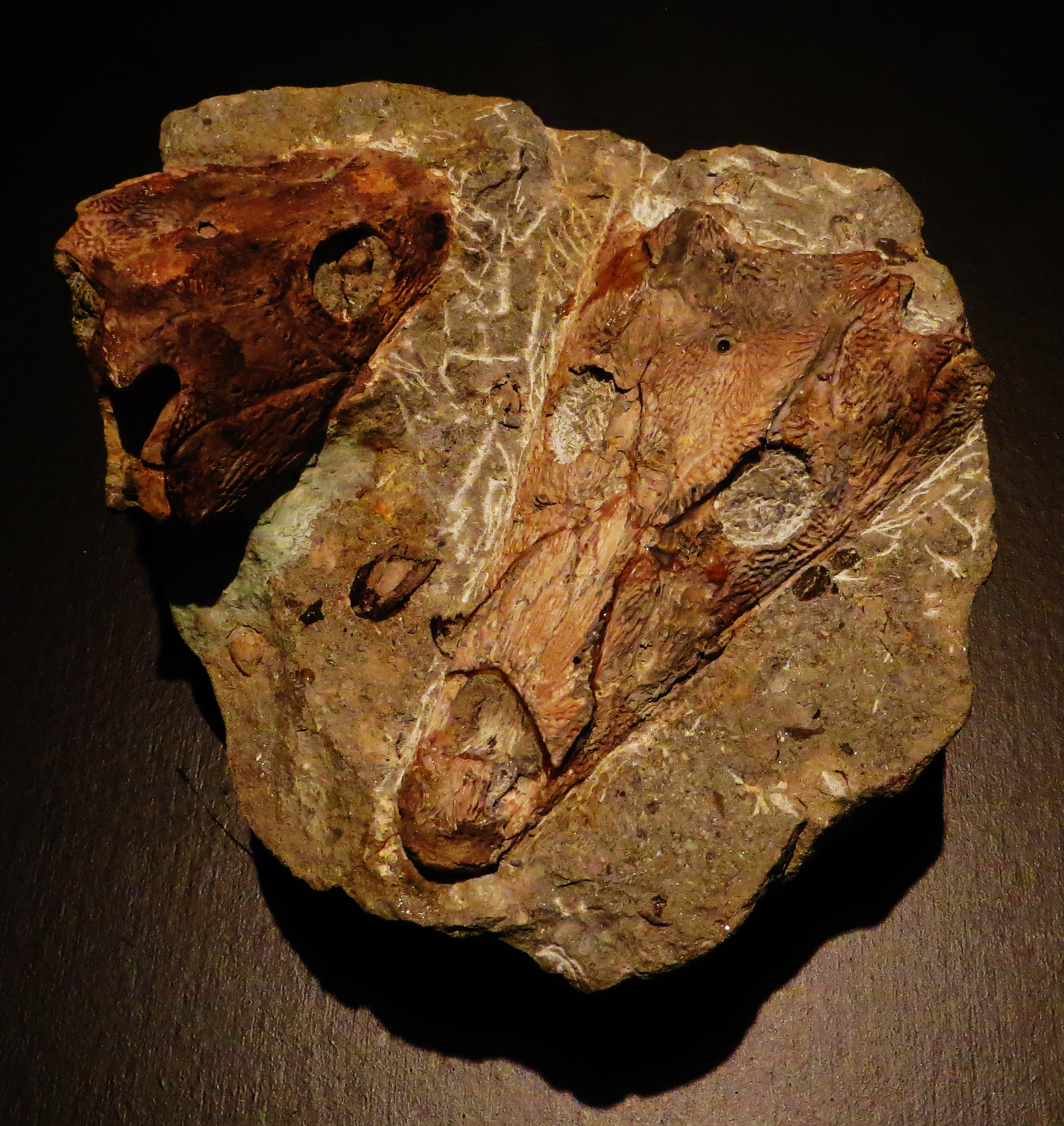
Fossili di Thoosuchus yakovlevi

Thoosuchus era con tutta probabilità un animale prettamente acquatico. Si suppone che fosse un abile cacciatore di piccole prede, e che possedesse sensi notevolmente sviluppati per muoversi con agilità nell'acqua, grazie alla presenza del sistema della linea laterale notevolmente sviluppato.